# Раймон Копа
Реймон Копа (на френски: Raymond Kopa, рождено име на полски: Roman Kopaszewski, Роман Копашевски) е френски футболист от полски произход, който е неделима част от националния отбор на Франция през 50-те години на 20 век.
Носител на Златната топка за 1958 г.

## Кариера

### Клубна
Син на полски имигранти, Копа е щял да работи като миньор като баща си, но при инцидент уврежда ръката си. Започва професионалната си кариера едва на 17-годишна възраст в СКО Анже. След две години преминава в Стад дьо Реймс, с който печели титлата във Франция през 1953 и 1955. Със Стад дьо Реймс участва на финала за КЕШ през 1956, когато губи от Реал Мадрид на Алфредо ди Стефано с 4 – 3. От следващия сезон е вече играч на Реал, а скоро към отбора се присъединява унгарецът Ференц Пушкаш. През 1957 и 1958 печели титлата в Испания. Копа е първият французин, спечелил Купата на европейските шампиони (1957). През 1958 и 1959 печели отново КЕШ с Реал Мадрид, като през 1959 побеждава бившия си отбор Реймс. Връща се във френския Реймс и играе там от 1959 до 1967, като печели титлата през 1960 и 1962. Отбелязва общо 75 гола в 346 мача във френското първенство.

### Национален отбор
За френския национален отбор изиграва 45 мача в периода 1952 – 62 и вкарва 18 гола. Играе на Световното първенство през 1958 в Швеция, където Франция финишира трета след като губи на полуфинала от Бразилия, но в битката за бронзовите медали побеждава ФРГ с 6:3. През същата година (1958) става носител на Златната топка, както и футболист №1 на Франция. Играе и на Световното през 1954 в Швейцария.
През 1970 се превръща в първия френски футболист, станал носител на Ордена на Почетния легион. Според анкета на Франс футбол от 2000 г. Копа е третият най-велик френски футболист на 20 век след Мишел Платини и Зинедин Зидан.